# Mahnkopf (Karwendel)
Der Mahnkopf  ist ein 2094 m ü. A. hoher Berg in der Falkengruppe im Karwendel in Tirol.
Der Gipfel ist als unschwierige Bergwanderung von der Eng über die Falkenhütte zu erreichen (Aufstiegszeit: ca. 3:00 Stunden, Abstiegszeit: ca. 2:30 Stunden, ca. 900 Höhenmeter). Für den Übergang über den Falkenstand auf den Steinfalk ist Trittsicherheit erforderlich.